# Efialte (nome)
Efialte  è un nome proprio di persona italiano maschile.

## Varianti in altre lingue
- Bulgaro: Ефиалт (Efialt)
- Catalano: Efialtes
- Croato: Efijalt
- Francese: Éphialtès
- Greco antico: Ἐφιάλτης (Ephialtes)[1]
- Greco moderno: Εφιάλτης (Efialtīs)
- Latino: Ephialtes
- Olandese: Ephialtes
- Polacco: Efialtes
- Portoghese: Efialtes
- Russo: Эфиальт (Ėfial't)
- Spagnolo: Efialtes
- Ucraino: Ефіальт (Efial't)
- Ungherese: Ephialtész

## Origine e diffusione
Continua il nome greco Ἐφιάλτης (Ephialtes), che letteralmente vuol dire "incubo"; tradizionalmente, l'etimologia del termine viene ricondotta ad ἐφάλλομαι (ephàllomai, "saltare sopra", da ἐπί, epì, "sopra", e ἅλλομαι, hàllomai, "saltare"), poiché gli incubi erano detti salire sopra il corpo dei dormienti, ma alcune fonti ritengono che in una tale derivazione vi siano delle incongruenze fonologiche.
Nonostante sia stato portato da due giganti della mitologia greca e da un politico ateniese di spicco, il nome è noto soprattutto per essere quello di Efialte di Trachis, il pastore che tradì Leonida e i suoi uomini durante la battaglia delle Termopili, portando alla loro sconfitta per mano dei persiani; divenuto quindi sinonimo di "traditore" per antonomasia, e anche a causa della sua correlazione con gli efialti psichiatrici, il nome non è mai entrato nell'uso comune.

## Onomastico
L'onomastico può essere festeggiato il 1º novembre, festa di Ognissanti, in quanto il nome è adespota, ovvero non ha alcun santo patrono.

## Persone
- Efialte di Atene, politico ateniese
- Efialte di Trachis, pastore greco antico